# Pompeius Demetrescu
Pompeius Demetrescu, romunski general, * 3. april 1893, † 10. junij 1953.